# Ejército del Sacro Imperio Romano Germánico
El Ejército del Sacro Imperio Romano Germánico (en alemán: Reichsarmee, Reichsheer o Reichsarmatur; en latín: Exercitus Imperii) fue el órgano de defensa del Sacro Imperio Romano Germánico. Creado en 1422, fue disuelto en 1806, como resultado de las guerras napoleónicas.
A pesar de que parezca lo contrario, el ejército imperial no constituyó un ejército permanente siempre listo para luchar por el emperador. Cuando existía cierto grado de peligro, sus partes se reunían para constituirlo. En la práctica, las tropas imperiales tenían una mayor lealtad a sus líderes locales más que al propio emperador, dado que no se trataba de un ejército nacional, sino que era de naturaleza feudal.

## Historia
Motivado por la amenaza representada por los husitas, la dieta imperial de 1422 reunida en Núremberg creó el ejército imperial por la demanda específica de tropas de varias partes del imperio. Las guerras husitas continuaron de 1420 a 1434, durante las cuales el ejército probó su valía. Por los siguientes cien años, el tamaño del ejército fue controlado por el número de hombres sirviendo estrictamente regulados o por los límites del dinero que pagaran por él. Hacia la Dieta de Worms en 1521 se decidió mantener una fuerza de 20.063 hombres de infantería y 4.202 de caballería. Esto fue más tarde simplificado a 20.000 y 4.000. El costo mensual del salario para un ejército de este tamaño fue conocido como Römermonat. 

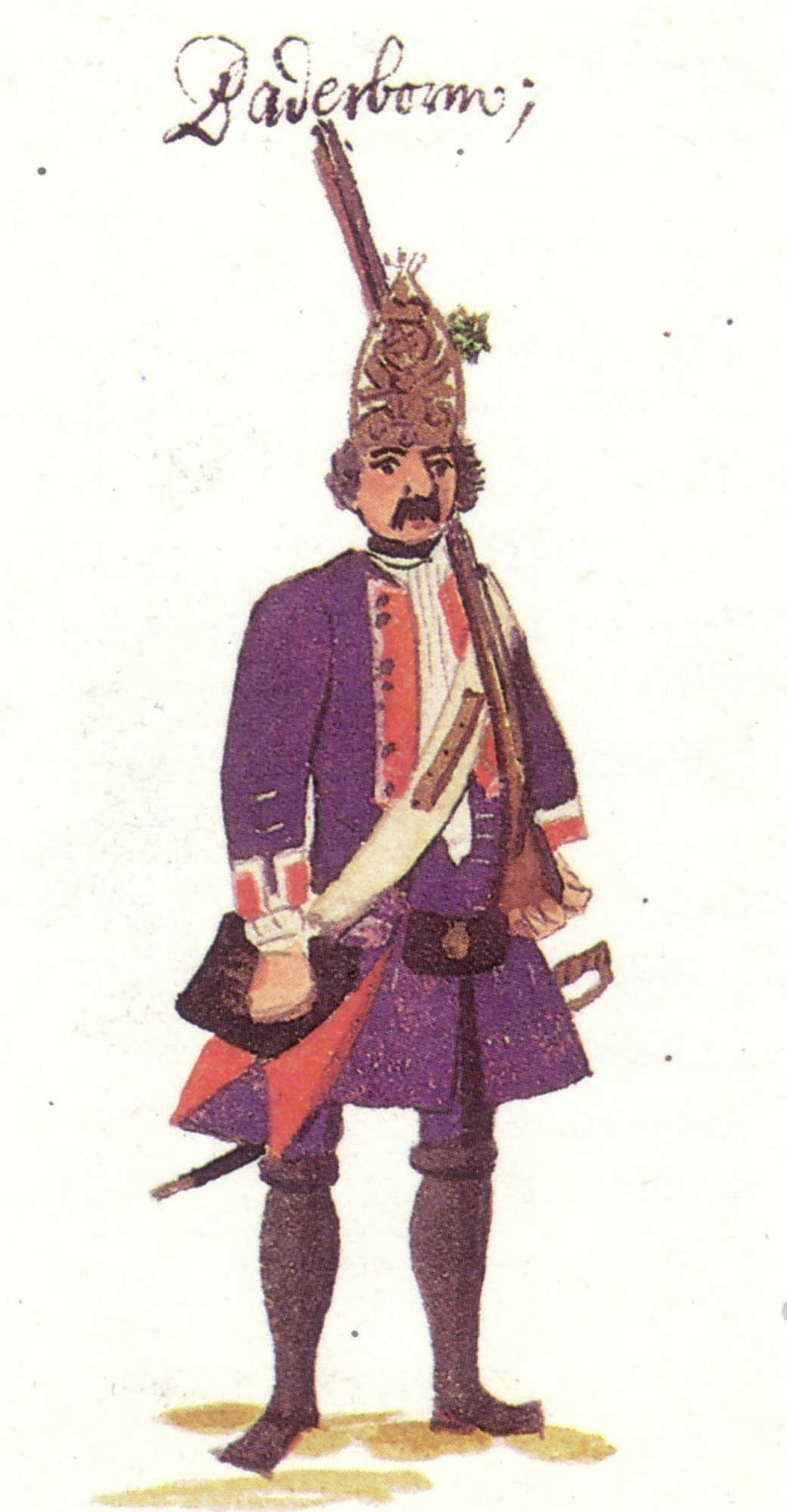
Granadero del Ejército Imperial (Regimiento de infantería "Paderborn", Circunscripción de Baja Renania-Westfalia) en el Asedio de Philippsburg, en 1734, durante la guerra de sucesión polaca

El Registro Imperial (Reichsmatrikel o Heeresmatrikel) determinaba las contribuciones que cada estado debía hacer al Imperio, datando el primer registro en el año 1422. El ejército imperial jugó un papel importante en la guerra de los Treinta Años de 1618 a 1648.
La Constitución del Ejército Imperial (Reichsdefensionalordnung) de 1681 era finalmente lo que determinaba la composición del ejército, fijando los contingentes provenientes de las distintas Circunscripciones del Imperio (Reichkreis). Las fuerzas totales (denominadas en latín "Simplum") fue ahora fijada en 40.000 hombres, siendo 28.000 de ellos de infantería y 12.000 de caballería, incluyendo 2.000 dragones (infantería montada). En emergencias, el tamaño del ejército podía ser incrementado al doble o el triple. Dichos múltiplos eran llamados en latín "Duplum" y "Triplum", respectivamente.
| Circunscripción Imperial                  | Caballería | Infantería |
| ----------------------------------------- | ---------- | ---------- |
| Circunscripción de Austria                | 2.522      | 5.507      |
| Circunscripción de Borgoña                | 1.321      | 2.708      |
| Circunscripción electoral del Rin         | 600        | 2.707      |
| Circunscripción de Franconia              | 980        | 1.902      |
| Circunscripción de Baviera                | 800        | 1.494      |
| Circunscripción de Suabia                 | 1.321      | 2.707      |
| Circunscripción de Alta Renania           | 491        | 2.853      |
| Circunscripción de Baja Renania-Westfalia | 1.321      | 2.708      |
| Circunscripción de Alta Sajonia           | 1.322      | 2.707      |
| Circunscripción de Baja Sajonia           | 1.322      | 2.707      |
| Total                                     | 12.000     | 28.000     |

Los contingentes aportados por cada Circunscripción Imperial fueron poco alterados hasta la disolución del Imperio. En la práctica, estaban organizados en regimientos independientes. En algunos casos, era posible pagar una suma para poder evitar el servicio militar al Emperador.

## Fin
El ejército llegó a su fin incluso antes de que el Sacro Imperio lo hiciera en el año 1806, como resultado de las guerras napoleónicas. En 1804, las fuerzas imperiales originarias de las tierras del nuevo Emperador de Austria, un título creado ese mismo año, se convirtieron en el Imperial y Real Ejército (Kaiserlich und Königliche Armee), el cual fue derrotado por los franceses en las batallas de Ulm y Austerlitz en 1805. En 1806, los victoriosos franceses organizaron la Confederación del Rin en gran parte de lo que era el Sacro Imperio, que eran varios estados clientes del Imperio Francés, con un ejército confederal común.